# Router

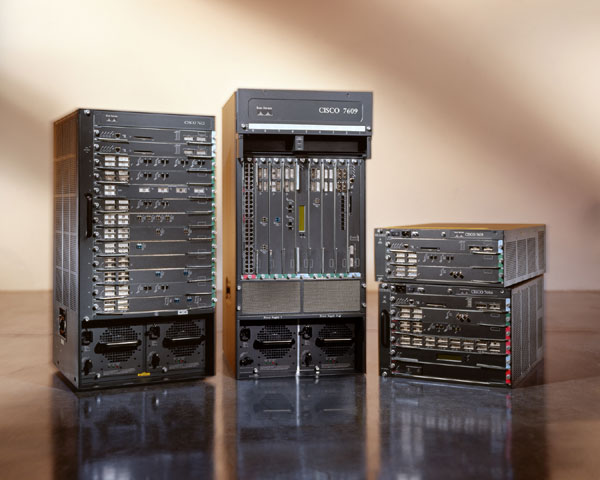
En kraftigare router för större nätverk.

Symbol för router

En router (äldre begrepp gateway) är en nätverksutrustning som kan koppla samman flera datornätverk och förmedla datatrafik dem emellan. Exempelvis kan en router förmedla trafik mellan ett privat nätverk och en internetleverantörs nätverk. 
En router är en dator som har minst två nätverksgränssnitt (nätverkskort och andra fysiska portar). En persondator eller smarttelefon kan användas som router om man aktiverar funktionen delad internetanslutning, hotspot eller tethering. En så kallad hårdvarurouter är en enhet som innehåller en dator som inte är generell utan dedikerad som nätverksutrustning. 
Utöver egentlig routerfunktionalitet kan moderna routrar ofta fungera som nätverksbrandvägg, NAT-server (som möjliggör att flera datorer kan dela på samma publika IP-adress) och DHCP-server (som möjliggör att datorer som ansluts till nätverket kan erhåll lediga IP-adresser automatiskt). En trådlös router innehåller dessutom en trådslös accesspunkt som möjliggör trådlöst nätverk för att till exempel ansluta en enhet (mobiltelefon, surfplatta, bärbar dator, tv, etc.) till internet via wifi.

## Etymologi och uttal
Ordet syftar på vägval och kommer av route ”leda”, av route ”rutt”, ”väg”, av fornfranska, ytterst av latin rupta (via) ”bruten (väg)”, av rumpere ”bryta sönder”.
Det svenska uttalet är /roter/ ['ruːtər], i likhet med det brittiska och vanligaste amerikanska uttalet ['ruːtə(r)]. En amerikansk variant är ['rautər].

## Syfte
En router är en nätverksnod (knutpunkt) som möjliggör kommunikation mellan fysiska datornätverk som kan ha olika administratörer och vara av olika typ, exempelvis lokala nätverk, stadsnät och punkt-till-punkt-förbindelser via wide area networks. Routrar möjliggör att många fysiska nätverk sammankopplas till ett internet eller ett intranät. 
Om man har fler än en dator i ett privat nätverk, exempelvis ett hemnätverk eller ett företagsnätverk, och datorerna ska dela på samma Internetaccess, behöver man en router som förmedlar trafik mellan det privata nätverket och den internetaccess som levereras av internetleverantören. Om det bara finns en dator i hemnätverket är det inte nödvändigt med en router, utan en switch (paketväxel) kan då räcka för att förmedla kommunikationen. 
Om ett privat nätverk är stort brukar det av säkerhets- och prestandaskäl delas upp i flera fysiska nätverk (subnät), exempelvis flera Ethernet eller flera Virtuella LAN (VLAN), där varje subnät får sin serie IP-adresser. Då behövs dessutom en eller flera routrar som förmedlar kommunikation mellan organisationens subnät.
En Internetknutpunkt är en router som förmedlar kommunikation mellan olika internetleverantörers nätverk.

## Funktionsprincip
En router kan liknas vid en postsorteringscentral, där det utifrån brevens och paketens adressetiketter avgörs vilken väg var och en av försändelserna ska sändas vidare och till vilka eventuella andra postsorteringscentraler de ska vidarebefordras. 
I ett datornätverk som använder ett datagrambaserat paketförmedlande protokoll, exempelvis IP-protokollet, sker all kommunikation i form av datapaket (IP-paket) som är försedda med en avsändaradress och en destinationsadress (IP-adresser). Routern analyserar destinationsadressen, och gör ett vägval, det vill säga avgör via vilket nätverkskort (interface) och till vilken nätverksnod (nästa hopp) som ett paketet skall vidareförmedlas. Denna process kallas dirigering. 
Vägvalet sker genom att routern söker igenom en routingtabell (kallas också IP forwarding-tabell) efter det subnätverk (den serie IP-adresser) som destinationsadressen tillhör. Routingtabellerna kan bestå av statisk information som är manuellt inlagd, eller skapas dynamiskt genom en automatiserad process för att upprätthålla dirigeringsinformationen och samverka med andra routrar med hjälp av routingprotokoll. Samverkande routrar använder routingprotokollen för att vid varje givet tillfälle beräkna bästa vägen för paketen som ska förmedlas vidare, och förändra routingtabellen om en väg upphör att fungera eller en nätverksutrustning är överbelastad. Eftersom routingtabellen därmed kan förändras dynamiskt kan en serie paket från en viss avsändare till en viss destination gå olika väg, och komma fram i förändrad ordning.
När en router utifrån sin egen routingtabell inte kan avgöra till vilket nätverk ett paket ska skickas så sänds det till en förkonfigurerad adress som kallas default gateway, eller slängs bort om en sådan saknas. Vanligast är att default gateway-adressen pekar mot det aktuella nätverkets anslutningspunkt till internet. Funktionen är avgörande för att datatrafik ska kunna nå fram till olika adresser runt om i världen, utan att varje enskild router behöver ha en intern routingtabell som innehåller alla adresser på hela internet. Ute på internet skickas varje paket vidare uppåt i en hierarkisk struktur av routrar tills det når en router som vet åt vilket håll mottagarens nätverk finns. 
Den egentliga routerfunktionaliteten hanteras i skikt 3, nätverksskiktet, av OSI-modellen. Dessutom kan routern konvertera mellan olika protokoll på skikt, datalänkskiktet, exempelvis mellan Ethernet och point to point protocol) (som används över vissa modem, Bluetooth och vid mobilt bredband).
Begreppet gateway är inom datornätverk vanligen synonymt med router, men kan i andra datortekniska sammanhang även avse enheter på andra protokollskikt, exempelvis applikationslagret, som också sammanbinder distribuerade system av olika typ, och som också kan konvertera trafik från ett protokoll till ett annat.

## Säkerhet
Det förekommer att routrar som används i till exempel trådlösa hemnätverk innebär en säkerhetslucka. För att skydda nätverket uppmanas användare att vidta vissa säkerhetsåtgärder som att byta användarnamn och lösenord till routerns administrationsgränssnitt. Vidare bör routerns mjukvara vara uppdaterad och stödja moderna krypteringsstandarder som WPA2 eller WPA3. Routerfunktionen WPS, Wi-Fi Protected Setup, innebär att användaren kan trycka på en knapp på routern i stället för att skriva in lösenord när vederbörande vill ansluta något till routern. WPS anses dock osäkert och rekommenderas att stängas av då det ökar risken att angripare kan komma åt nätverket. Detsamma gäller för funktionen UPnP, Universal Plug and Play, som även det innehåller säkerhetsluckor.

## Exempel på routrar

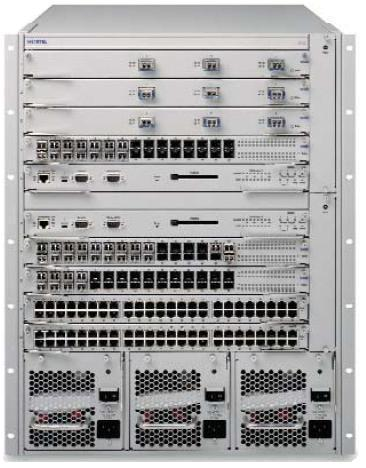
Avaya ERS-8600
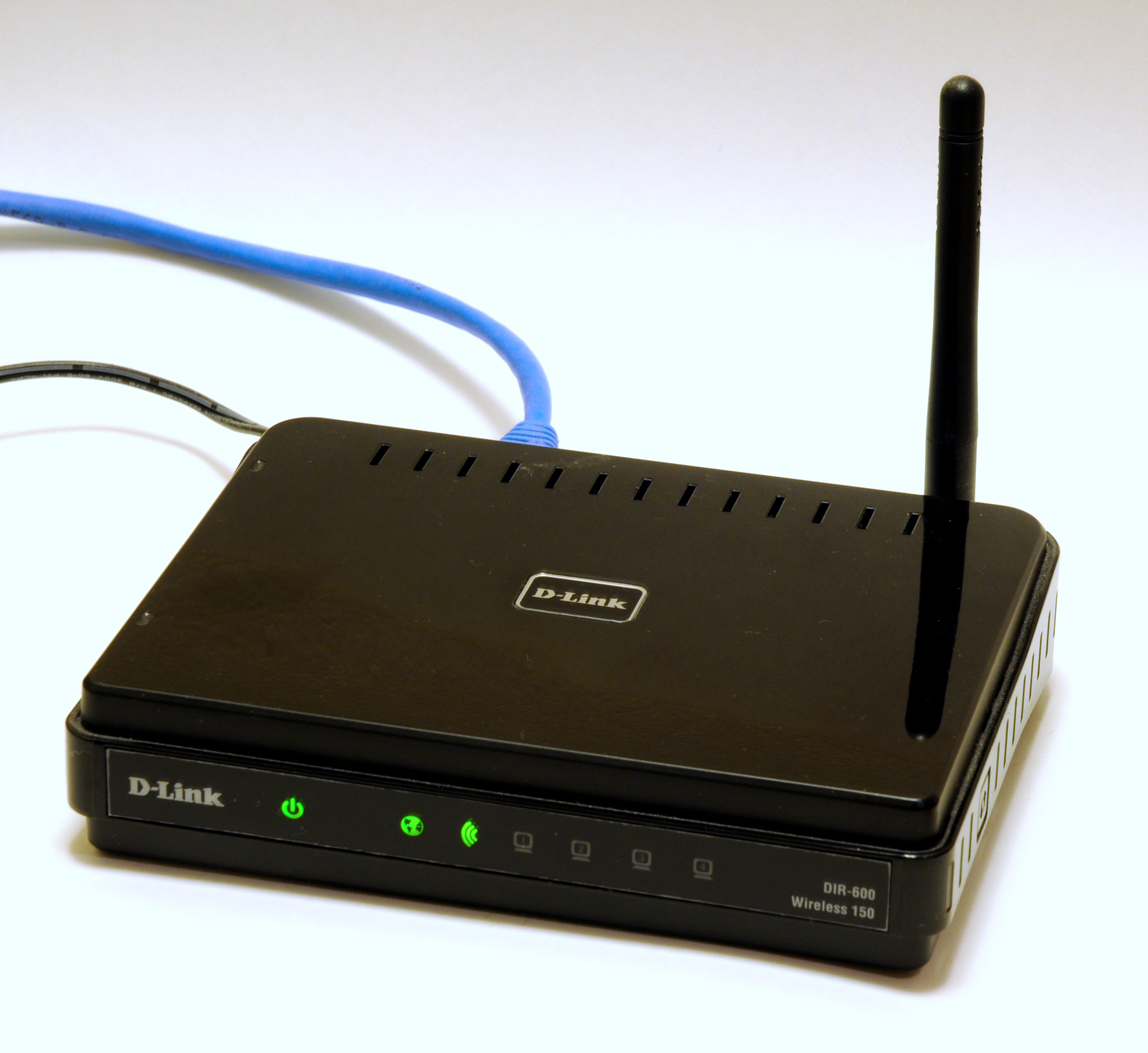
En router med en inbyggd trådlös åtkomstpunkt från D-Link
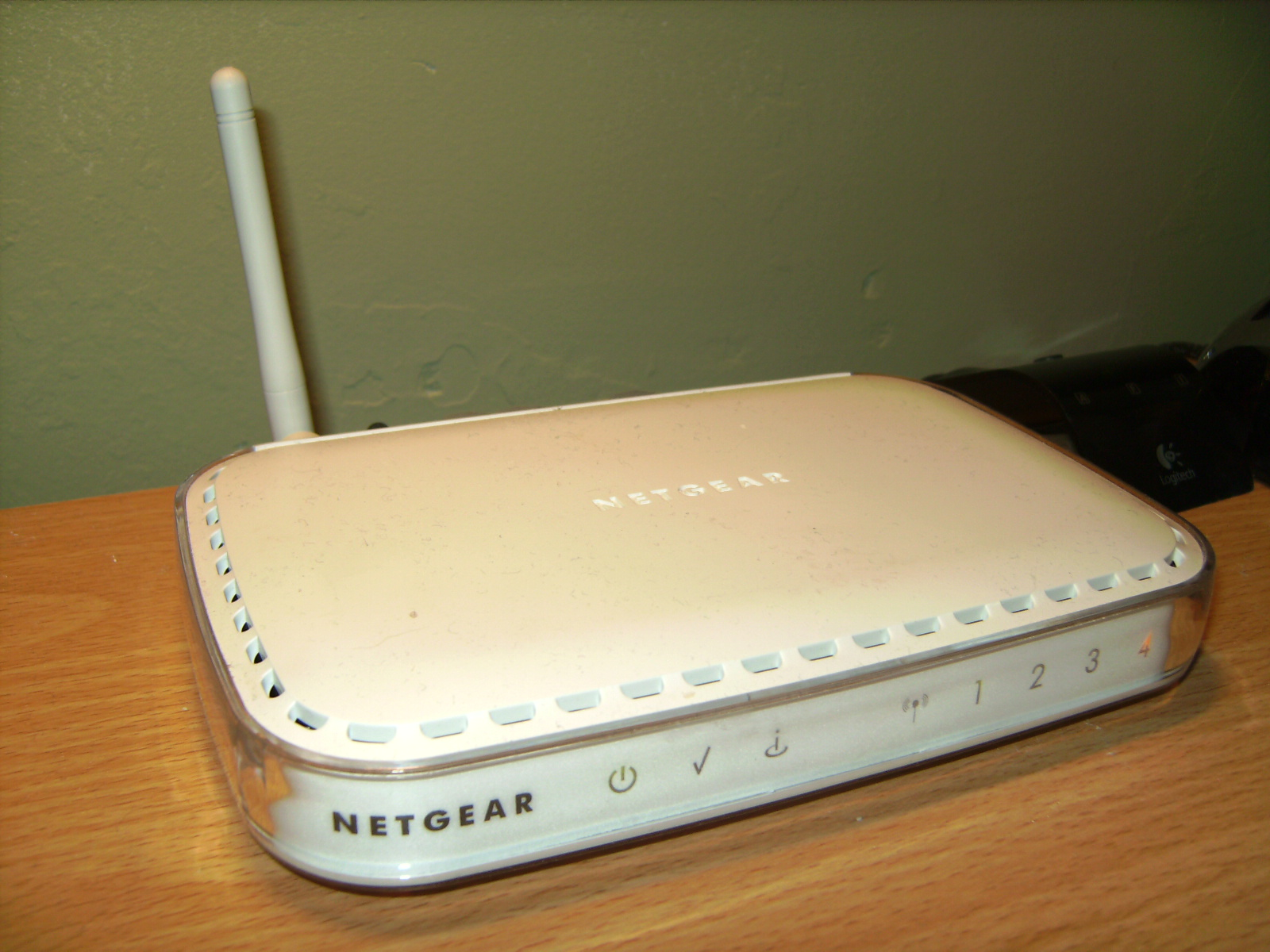
En router med en inbyggd trådlös åtkomstpunkt från Netgear
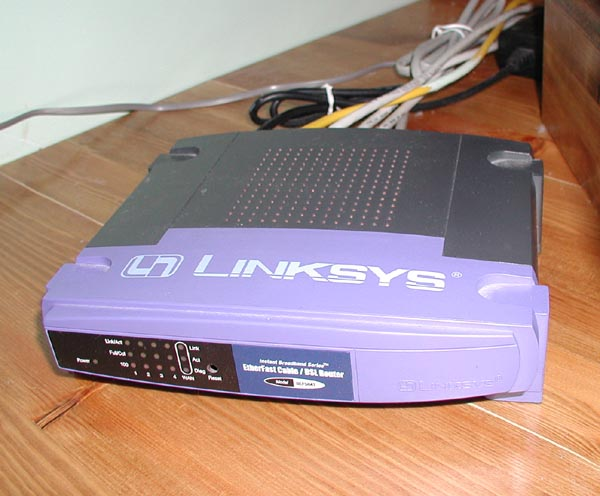
Router från Linksys
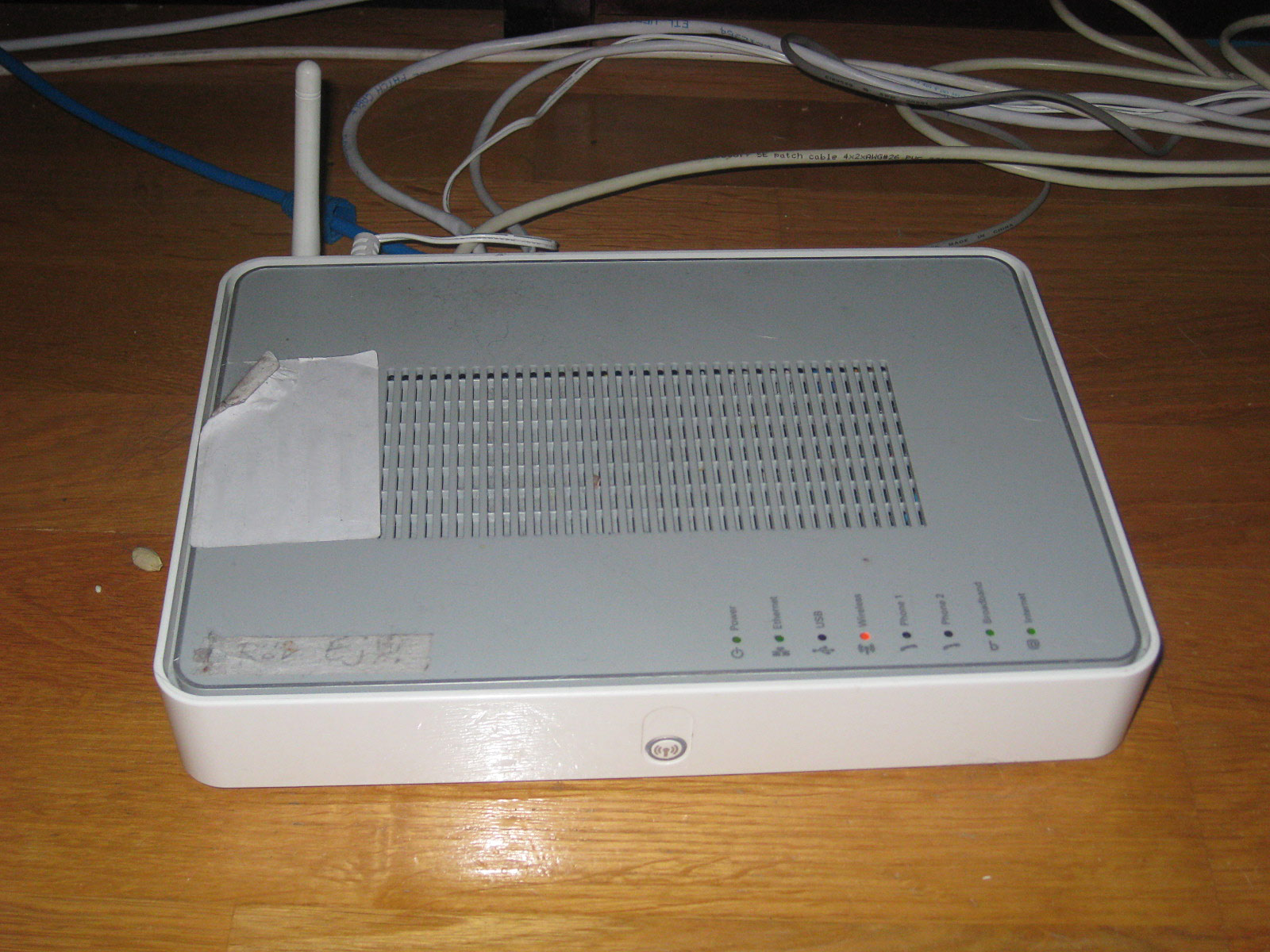
En router med en inbyggd trådlös åtkomstpunkt från Thomson